# Isuzu Gemini
Isuzu Gemini — субкомпактный автомобиль, выпускавшийся с 1974 по 2000 год компаниями Isuzu и Honda.

## Первое поколение (1974)
Первое поколение Gemini было представлено в ноябре 1974 года. Оно базировалось на базе Opel Kadett C на платформе T-body. Кодовые обозначения — PF50, PF60 (1,8 л) и PFD60 (дизель). В июне 1977 года автомобиль прошёл рестайлинг.
- Isuzu Gemini
- 1979—1982 Holden TE Gemini SL
- 1976 Opel by Isuzu
- Вид сзади
- 1983 Gemini ZZ-R (PF60)
- Isuzu I-Mark Coupé (Северная Америка)

## Второе поколение (1985)
Второе поколение Gemini базировалось на платформе R-body. В отличие от предыдущего поколения, автомобили получили переднеприводную компоновку. В феврале 1987 года автомобили прошли фейслифтинг.
- Второе поколение Isuzu Gemini
- Gemini FF (JT150)
- Gemini Irmscher (JT150)
- 1985—1987 Holden Gemini (RB) SL/X
- 1988—1989 Isuzu I-Mark (Северная Америка)
- 1989 Chevrolet/Geo Spectrum
- 1,6 л Isuzu 4XE1 (JT190)

## Третье поколение (1990)
Третье поколение Gemini было представлено в марте 1990 года. Изначально были представлены седаны, в сентябре 1990 года было представлено купе, а в марте 1991 года был представлен лифтбек. Коды: JT151F (1,5/1,6 л), JT191F (1600 DOHC), JT191S («Irmscher R») и JT641F/JT641S (турбодизель). В Северной Америке автомобиль продавался с декабря 1990 года под названием Isuzu Stylus.
- 1990—1993 Isuzu Gemini (JT151)
- 1991—1993 Isuzu Gemini Hatchback
- 1991—1993 Isuzu Gemini

## Четвёртое поколение (1993)
Четвёртое поколение Isuzu Gemini являлось ребеджингом Honda Domani. Автомобиль был представлен в конце августа 1993 года, а продажи начались в сентябре.
- Вид спереди
- Вид сзади

## Пятое поколение (1997)
Последнее поколение Isuzu Gemini также являлось ребеджингом Honda Domani. Оно выпускалось с 1997 по 2000 год.
- Вид спереди
- Вид сзади